# Eufonio
L'eufonio, chiamato anche euphonium o anche, più di rado, con le diciture ormai in disuso flicorno basso, flicorno baritono o tuba tenore (il basso tuba essendo considerato flicorno contrabbasso), è uno strumento musicale intonato in Si♭ appartenente alla famiglia degli ottoni e alla sottofamiglia dei flicorni. L'etimologia del nome eufonio viene dal greco euphonos che significa bel suono.
L'eufonio è sostanzialmente una variante migliorata nella meccanica e nella resa timbrica del più tradizionale flicorno baritono, conosciuto in Italia col nome di bombardino. Lo strumento è intonato in Si♭, ovvero suona la serie degli armonici di tale nota quando non si agisce sui pistoni. Le parti possono essere scritte a note reali in chiave di basso oppure trasposte (in chiave di violino, con effetto una nona maggiore sotto, o in chiave di basso, con effetto una seconda maggiore sotto). Si contraddistingue e si riconosce subito per il suono scuro, cupo e caldo, che si mescola in mezzo agli strumenti di una tipica banda musicale. È ormai ampiamente utilizzato come strumento virtuoso e solista in formazioni come orchestre di fiati, orchestre filarmoniche e brass band dove esiste ad oggi un ampio repertorio solistico moderno molto complesso e apprezzato, nelle formazioni bandistiche invece sostituisce la voce baritonale dei cantanti lirici nei brani di musica lirica come ad esempio Barbiere di Siviglia, Turandot, Carmen etc.
Da non dimenticare i brani solistici per eufonio e pianoforte.
Nelle formazioni di tipo orchestra sinfonica classica generalmente non viene contemplato e questo è dovuto alla relativa "giovinezza" dello strumento, evolutosi nell'Ottocento e assumendo la forma definitiva nei primi del Novecento, dove è necessario su passi d'orchestra sinfonica specifici, intervengono professionisti esterni all'orchestra o trombonisti che si cimentano anche nell'uso dell'euphonium.
È considerato ad oggi, lo strumento ad ottone più complesso e completo.

## Canneggio
Così come nella tuba, la sezione del canneggio dell'eufonio aumenta dai pistoni fino alla campana. Questo è chiamato "canneggio conico" e si distingue dagli strumenti a "canneggio cilindrico", che mantengono una sezione costante del canneggio per una più grande porzione della lunghezza totale dello strumento. Perciò, anche se l'eufonio suona nella stessa gamma di tonalità del trombone tenore e basso (che hanno un canneggio in gran parte cilindrico), ha un suono più diffuso rispetto a quello diretto di questi ultimi; la differenza è analoga a quella tra la cornetta o il flicorno soprano e la tromba.
Normalmente un eufonio ha 3 o 4 pistoni: quando è premuto, ogni pistone incrementa la lunghezza totale della colonna d'aria vibrante, dirottando il flusso attraverso dei canneggi supplementari e abbassando la nota. Ogni pistone aggiunge una lunghezza differente allo strumento. Il risultato è che il primo pistone abbassa la nota di un tono; il secondo di mezzo tono; il terzo di un tono e mezzo (come se si premessero i due primi pistoni); il quarto due toni e mezzo (come se si premesse il primo e il terzo pistone assieme), il quarto pistone è paragonabile alla ritorta in Fa nel trombone a coulisse. Il canneggio del quarto pistone è in realtà leggermente più lungo di quello che si ottiene dal primo e dal terzo combinati, ed è preferibile a questi ultimi, poiché permette un'intonazione più accurata.
Una volta aperto il quarto tubo ritorto, se si volesse procedere oltre alla combinazione 2-4 (che ha un'intonazione migliore di quella 1-2-3), si otterrebbero suoni esageratamente crescenti, in quanto è necessario aumentare la lunghezza totale del canneggio del 6% per scendere di un semitono e i primi tre tubi ritorti non sono in grado di fornirla. Per ovviare a questo problema è stato ideato il sistema di compensazione in cui, azionando il quarto pistone, l'aria viene incanalata nel circuito di compensazione, che passa nuovamente attraverso i pistoni, aggiungendo di volta in volta la lunghezza necessaria alla corretta intonazione.